# 赫韦伊
赫韦伊，是匈牙利杰尔-莫雄-肖普朗州所辖的一个村。总面积8.52平方公里，总人口317，人口密度37.2人/平方公里（2011年1月1日）。